# Гурин, Валерий Николаевич
Валерий Николаевич Гурин (30 января 1938, Витебск — 1 сентября 2007) — заслуженный белорусский учёный в области физиологии человека и животных. Академик Национальной академии наук Беларуси (с 1994 года; с 1986 года — чл.-корр.), иностранный член Российской академии медицинских наук (2001), доктор медицинских наук (1974), профессор (1975). Заслуженный деятель науки Республики Беларусь (1998).

## Биография
Родился 30 января 1938 года в г. Витебске в семье инженера.
После окончания в 1955 году с отличием средней школы поступил в Витебский медицинский институт, который закончил в 1961 году. По направлению работал заместителем главного врача Браславского района по санитарно-эпидемической работе. В 1962—1963 гг. он — врач-ординатор глазного отделения Минской областной больницы. В 1963 году поступил в аспирантуру при кафедре нормальной физиологии Минского медицинского института
Учеба в аспирантуре завершилась в 1966 году защитой кандидатской диссертации на тему «Участие аскорбиновой кислоты в механизмах регуляции интероцептивных обменных гомеостагических реакций (связь с активностью гипофизарно-адренокортикальной системы)». С 1966 по 1971 год В.Н Гурин — ассистент, а с 1971 по 1973-й — доцент кафедры нормальной физиологии Минского медицинского института. В 1973 году избран заведующим кафедрой. В этом же году Валерий Николаевич защитил докторскую диссертацию на тему «Холинергические механизмы регуляции обмена свободных жирных кислот». В 1974 г. ему присвоено звание профессора. С 1984 года В. Н. Гурин работает в должности директора Института физиологии АН БССР. В 1986 году он избран членом-корреспондентом АН БССР. С 1991 г. по совместительству заведует кафедрой физиологии человека и животных Белорусского государственного университета. В 1994 году избран академиком АН Беларуси, а с 1995 г. академик-секретарь Отделения медико-биологических наук НАН Беларуси. В 1996 году ему присуждена Государственная премия Республики Беларусь в области науки и техники, в 1998 г. присвоено почетное звание «Заслуженный деятель науки Республики Беларусь».
С 1991 по 2003 гг. по совместительству заведовал кафедрой физиологии человека и животных Белорусского государственного университета, с 2005 по 2007 гг. — профессор кафедры.
В 2001 г. избран иностранным членом Российской академии медицинских наук.
На протяжении ряда лет В. Н. Гурин являлся заместителем председателя и членом Президиума Ученого медицинского совета Минздрава БССР, членом Республиканского межведомственного научного совета по развитию фундаментальных исследований для медицины, председателем Научного совета по физиологии, биохимии и морфологии при Отделении биологических наук АН Беларуси, членом Совета по координации научной деятельности в области физиологии АН СССР, научного совета АН СССР и АМН СССР по физиологии человека, центрального совета Всесоюзного физиологического общества им. И. П. Павлова, руководителем Программы Отделения физиологии СССР «Физиологические механизмы терморегуляции».
В. Н. Гурин умер 1 сентября 2007 г. Похоронен на Московском кладбище Минска.

## Вклад в науку
Академик В. Н. Гурин — известный ученый в области физиологии человека и животных, автор основополагающих работ по проблемам терморегуляции и системной регуляции метаболических процессов. После аварии на Чернобыльской АЭС под его руководством проводились исследования, направленные на изучение возможности коррекции изменений, вызываемых в организме действием ионизирующей радиации в малых дозах, с использованием иммуномодуляторов и регуляторных пептидов.
Широкий круг научных интересов академика В. Н. Гурина, глубокое теоретическое обоснование новых представлений и концепций, создание научной школы в республике принесли ему заслуженное признание среди специалистов. За цикл работ ему была присуждена Государственная премия Республики Беларусь.
Научные исследования, проводимые под его руководством охватывают широкий спектр проблем терморегуляции в норме и патологии. Обширный экспериментальный материал, полученный с использованием современных физиологических, биохимических, электрофизиологических, морфологических и фармакологических подходов позволил выявить важные закономерности и установить конкретные механизмы участия терморегулирующих центров головного и спинного мозга, вегетативной нервной системы и эндокринной системы в регуляции теплового баланса организма в термонейтральных условиях, при гипотермии, гипертермии и лихорадке.
Исследование центральных нейромедиаторных механизмов терморегуляции позволило В. Н. Гурину сформулировать концепцию интегративной роли холинергических нейронов гипоталамуса в контроле процессов теплопродукции и теплоотдачи. Получены экспериментальные подтверждения сформулированной им гипотезы о том, что смещение «установочной точки» терморегуляции отражает модификацию активности «эталонных» холинергических нейронов, которые вырабатывают управляющие сигналы к эффекторным нейронам, регулирующим процессы теплопродукции и теплоотдачи.
Доказана ведущая роль м-холинореактивных систем в центральных механизмах терморегуляции. Установлено, что реакции, имеющие в эффекторном звене симпатические нервы, возникают в результате растормаживания тех тонически активных нейронов подкорковых областей, которые определяют баланс активности терморегуляторных эффекторов на периферии. Существенным вкладом в термофизиологию явилось обнаружение в гипоталамусе нейронов-термодетекторов с собственным, внутринейронным механизмом термочувствительности.
По инициативе В. Н. Гурина впервые начата экспериментальная разработка одной из наиболее актуальных и наименее разработанных проблем современной физиологии и медицины—проблемы субфебрильных состояний организма.
На протяжении ряда лет В. Н. Гурин являлся заместителем председателя и членом Президиума Ученого медицинского совета Минздрава БССР, членом Республиканского межведомственного научного совета по развитию фундаментальных исследований для медицины, председателем Научного совета по физиологии, биохимии и морфологии при Отделении биологических наук АН Беларуси, членом Совета по координации научной деятельности в области физиологии АН СССР, научного совета АН СССР и АМН СССР по физиологии человека, центрального совета Всесоюзного физиологического общества им. И. П. Павлова, руководителем Программы Отделения физиологии СССР «Физиологические механизмы терморегуляции».
Много внимания академик В. Н. Гурин уделяет проблемам духовного объединения славян, являясь председателем Белорусского отделения Международной славянской академии наук, образования, искусств и культуры. Проведенная в 1997 году по его инициативе научная конференция «Славянские народы: история и современность» получила широкий общественный резонанс. Он также является членом Международной академии наук, членом Международной академии космонавтики им. К. Э. Циолковского.

## Направления научной деятельности
Изучены механизмы взаимодействия системы регуляции теплового баланса организма и иммунной системы. Установлено, что выраженность лихорадочной реакции на липополисахариды коррелирует с увеличением продукции интерлейкина-1 клетками иммунной системы.
Академик В. Н. Гурин неоднократно организовывал международные симпозиумы и конференции по проблемам терморегуляции, материалы которых опубликованы под его редакцией на русском и английском языках.
Им разработана концепция интегративной роли холинергических нейронов мозга, развивается представление о растормаживании как принципе работы нервных центров.
Изучена роль вегетативной нервной системы и нейромедиаторных систем мозга в регуляции липидного обмена при стрессе.
Проведены исследования роли протеиназ мозга в регуляции процессов теплообмена и механизмов взаимодействия систем терморегуляции и иммунитета, разработаны новые принципы и методы разграничения веществ антагонистического действия среди нейротропных средств и новые способы вызывания гипертермии.
Под его руководством проводятся исследования, направленные на изучение возможности коррекции изменений, вызываемых в организме действием факторов промышленных экосистем, с использованием иммуномодуляторов и регуляторных пептидов.

## Награды и звания
За научные заслуги В. Н. Гурин награжден:
- Государственная премия Республики Беларусь (1996; за цикл работ «Механизмы терморегуляции в норме и патологии)[7]»);
- Анохинский медаль (2002);
- Памятная серебряная Павловская медаль Международной академии наук (2003);
- Золотой Павловской медалью (к 100-летию присуждения И. П. Павлову Нобелевской премии[8]) (2005).

## Основые научные труды
Результаты научной деятельности В. Н. Гурина изложены более чем в 450 печатных работах, 6 монографиях, он является автором 4 изобретений, редактором учебных пособий для студентов, получивших высокую оценку во многих ВУЗах страны. Под руководством В. Н. Гурина защищены 8 докторских и 26 кандидатских диссертаций:
- Холинергические механизмы регуляции обменных процессов. Мн.: Беларусь, 1975.
- Центральные механизмы терморегуляции. Мн.: Беларусь, 1980.
- Обмен липидов при гипотермии, гипертермии и лихорадке. Мн.: Беларусь, 1986.
- Терморегуляция и симпатическая нервная система. Мн.: Наука и техника, 1989.
- Механизмы лихорадки. Мн.: Навука і тэхніка, 1993.
- Терморегуляция и биологически активные вещества крови. Мн.: Бизнесофсет, 2004 (совм. с Гуриным А.В).